# Bouadeng
Bouadeng (Tiếng Lào: ບົວແດງ, Tiếng Thái: บัวแดง, Tiếng Việt: Đỏ Hoa Sen) là một bộ phim đen trắng của đạo diễn Som Ock Southiphonh.

## Diễn viên
- Khanthaly
- Amkha Ouparasane
- Vongdeuane Phonsavan
- Somchit Vongsamang... Bua Deng (Đỏ Hoa Sen)

## Ê-kíp
- Âm nhạc: Douangmysay Lykaya
- Dựng phim: Dalavanh Lasavong, Padit Lattanaboungnang